# Brossel BLxxS
Le Brossel BLxxS est une gamme de châssis d'autobus produit par Brossel disponible en deux versions : le BL51S avec un empattement de 5 100 mm et le BL55S avec un empattement de 5 500 mm.

## Histoire
Ce châssis remplace le châssis BL55. Le carrossier Jonckheere a produit différents autobus sur ce châssis :
- Type Standard ;
- Type Gand ;
- Type Liège ;
- Type Lille.

## Caractéristiques

### Motorisation
| Transmission                              | mécanique                                            | mécanique                                            | mécanique                                            |
| Motorisation                              |                                                      |                                                      |                                                      |
| Moteur                                    | diesel O.400 PP                                      | diesel O.600 PP                                      | diesel O.680 PP                                      |
| Architecture                              | 6 cylindres vertical                                 | 6 cylindres horizontal                               | 6 cylindres horizontal                               |
| Cylindrée [L]                             | 6,54                                                 | 9,78                                                 | 11,1                                                 |
| Alésage x course [mm]                     | 107 x 120                                            | 122 x 140                                            | 126 x 146                                            |
| Alimentation                              | Injection directe                                    | Injection directe                                    | Injection directe                                    |
| Puissance [Ch] (SAE) à X tours par minute | 140 à 2 400                                          | 155 à 2 100                                          | 200 à 2 200                                          |
| Couple [Kgm] à X tours par minute         | 41,5 à 1 600                                         | 54 à 1 100                                           | 75 à 1 200                                           |
| Disposition                               | Longitudinal au centre dans le porte-à-faux arrière. | Longitudinal au centre dans le porte-à-faux arrière. | Longitudinal au centre dans le porte-à-faux arrière. |
| Transmission                              |                                                      |                                                      |                                                      |
| Transmission                              | Propulsion                                           | Propulsion                                           | Propulsion                                           |
| Type de transmission                      |                                                      |                                                      | mécanique                                            |
| Boite de vitesse                          |                                                      |                                                      | Voith DIWA                                           |
| Type                                      |                                                      |                                                      | automatique à 4 vitesses                             |
|                                           |                                                      |                                                      |                                                      |